# Europese leeuw
De Europese leeuw (Panthera leo europaea  of Panthera leo tartarica) is een inmiddels uitgestorven ondersoort van de leeuw, die voorkwam in Zuid-Europa. De soort is tegenwoordig enkel bekend van beeltenissen en illustraties uit de oudheid en via fossielen die onder andere zijn gevonden in Hongarije en rond de Zwarte Zee.

## Afkomst
Over de Europese leeuw bestaan nog veel onduidelijkheden.
Aangenomen wordt dat de soort een Europese tak was van de Perzische leeuw (Panthera leo persica), maar er zijn ook biologen die de Europese leeuw als een aparte ondersoort beschouwen. 
Een andere theorie is dat de Europese leeuw is voortgekomen uit de holenleeuw (Panthera leo spelaea), maar dit wordt onwaarschijnlijk geacht omdat Europese leeuwen op oude afbeeldingen altijd grote manen hebben, terwijl prehistorische tekeningen van de holenleeuw doen vermoeden dat deze soort geen manen had. Daarom wordt aangenomen dat leeuwen met grote manen tijdens het Holoceen vanuit Afrika naar Europa zijn gekomen. Het is niet bekend of de Europese leeuw hierbij de holenleeuw heeft verdrongen, of dat de holenleeuw reeds was uitgestorven voordat de Europese leeuw arriveerde.

## Verspreiding

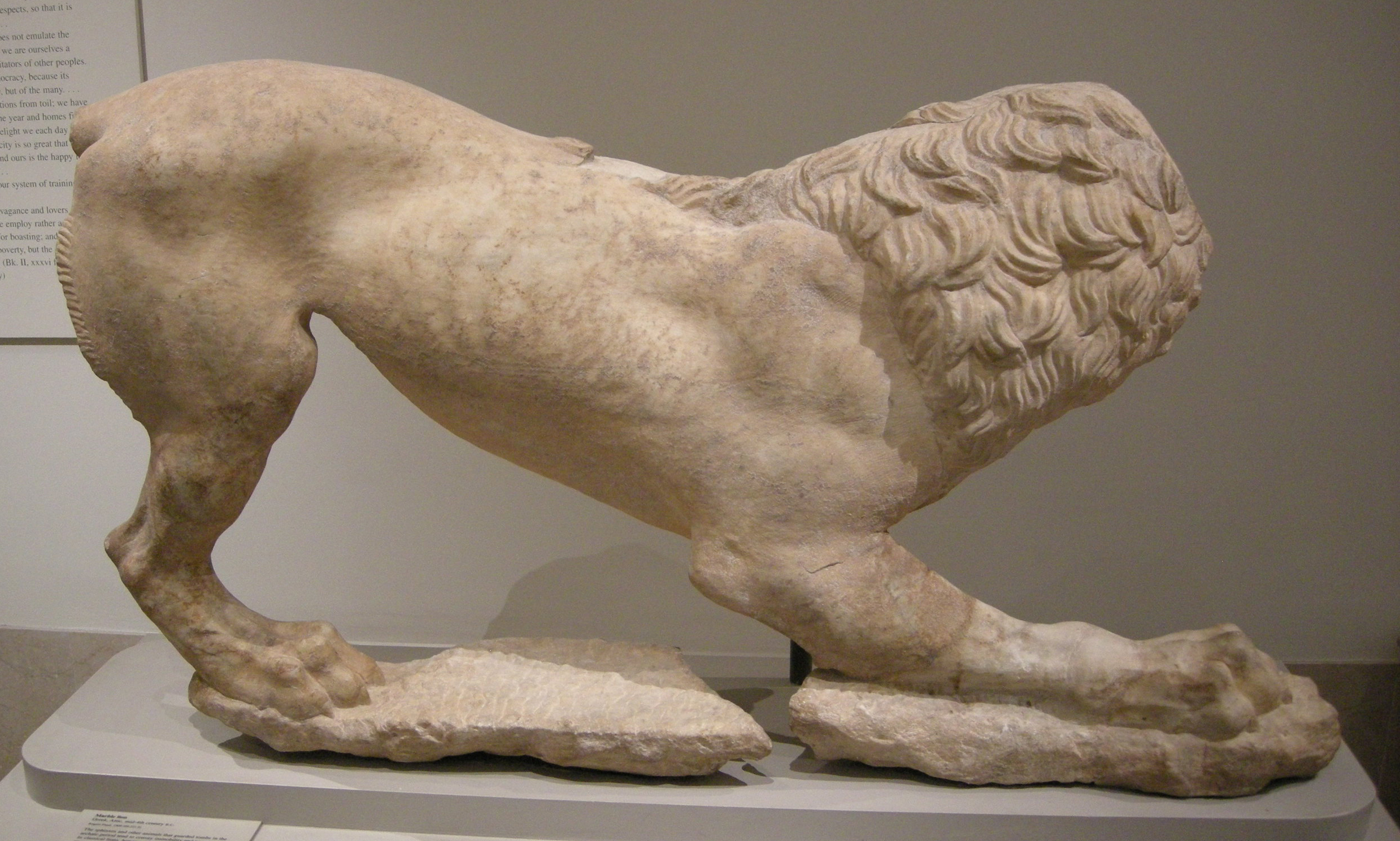
Marmeren beeld van de Europese Leeuw uit Griekenland, midden 4e eeuw voor Christus.

De habitat van de Europese leeuw was het Middellandse Zeegebied. In het vroege Holoceen kwam de Europese leeuw voor in Noord-Spanje. Verder zijn er in Hongarije en het Zwarte Zee-gebied in Oekraïne fossielen aangetroffen die dateren van 5500 tot 3000 voor Christus.
Volgens Herodotus kwam de Europese leeuw in historische tijden voor in het noorden van Griekenland en op de Balkan. Daarmee was de Europese leeuw tot aan het moment van uitsterven de meest noordelijk levende leeuwensoort.

## Leefwijze
De prooien van de leeuw waren wisenten, de oeros, herten, tarpans en andere Europese hoefdieren.

## Mythologie
Leeuwen komen veelvuldig voor in Griekse mythologie en verhalen, waaronder de mythe van de Nemeïsche leeuw. Toen Xerxes I in 480 voor Christus door Macedonië trok, kwam hij meerdere leeuwen tegen.

## Uitsterven
Reeds in de eerste eeuw na Christus meldde Dio Chrysostomus dat de leeuw in Europa niet meer voorkwam.